# クンマー理論
抽象代数学や数論で、クンマー理論(Kummer theory)は、基礎体の元の n 乗根の添加が関わっている、あるタイプの体の拡大を記述する理論である。クンマー理論は、元々は、1840年代にフェルマーの最終定理をエルンスト・クンマーが開拓しようとして発見した理論である。
クンマー理論の主な結果は、体の標数が n を割ってはいけないこと以外は体の性質に依存しておらず、従って、抽象代数学に属する。体 K の標数が n を割るときは、K の巡回拡大の理論はアルティン・シュライアー理論と呼ばれる。
クンマー理論は、例えば、類体論や一般のアーベル拡大を理解する上で、基本的である。クンマー理論は、充分に多くの1の根が存在するときは、巡回拡大は冪根をとるという操作によって理解できるという理論である。類体論における主要な難所は、1の余剰な根をなしで済ませる（つまり、より小さな体へと「降下」する）ことである。それはクンマー理論と比べて非常に難しい。

## クンマー拡大
クンマー拡大(Kummer extension)とは、ある与えられた整数 n > 1 に対し次の条件を満たすような体の拡大 L/K のことを言う。
- K は、n 個の異なる1のn乗根（つまり、Xn−1 の根）を含む。
- L/K はexponent n の可換ガロア群を持つ。

例えば、n = 2 のとき、第一の条件は、K の標数が 2 でないときはいつも満たされる。この場合のクンマー拡大の例は、a ∈ K が平方数でないときの二次拡大(quadratic extensions) {\displaystyle L=K({\sqrt {a}})} である。二次方程式の通常の解法により、K の任意の 2 次拡大はこの形を持つ。この場合のクンマー拡大は、双二次拡大(biquadratic extensions)や、さらに一般的な多二次拡大(multiquadratic extensions)を含む。K が標数 2 の場合は、そのようなクンマー拡大は存在しない。
n = 3 とすると、3つの 1 の立方根に対して複素数が必要となるので、有理数体 Q の次数 3のクンマー拡大は存在しない。a を有理数体において立方数でない数とし、L を Q 上の X3 − a の分解体とすると、L は 1 の 3つの立方根をもつ部分体 K を含んでいる。なぜなら α と β をその3次多項式の根としたとき、(α/β)3 =1 であり、この3次多項式は分離多項式であるためである。従って、L/K はクンマー拡大である。
より一般的に、K が n 個の異なる 1 の n 乗根を含む（このことは K の標数が n を割らないことを意味する）とき、K に添加すると、K の任意の元 a の n 乗根は（n を割るようなある m が存在し、次数 m の）クンマー拡大をなす。ここでできる体は多項式 Xn − a の分解体であるため、クンマー拡大は必然的にガロア拡大となり、ガロア群は位数 m の巡回群となる。{\displaystyle {\sqrt[{n}]{a}}} の係数となる 1 の冪根を通してガロア作用を追いかけることは容易である。

## クンマー理論
クンマー理論(Kummer theory)は逆の命題をもたらす。K が n 個の異なる 1 の n 乗根を持っているとすると、exponent が n を割るような K の任意のアーベル拡大は、K の元の冪根をとることにより作られる。さらに、K× で K のゼロではない元全体のなす乗法群を表すとすると、exponent が n である K のアーベル拡大は、
{\displaystyle K^{\times }/(K^{\times })^{n}}
の、つまり n 乗べきを法とした K× の元全体のなす群の部分群に全単射で対応する。対応関係は次のように明確に記述することができる。部分群
{\displaystyle \Delta \subseteq K^{\times }/(K^{\times })^{n}}
が与えられると、対応する体の拡大は
{\displaystyle K(\Delta ^{1/n})}
で与えられる。ここで、
{\displaystyle \Delta ^{\frac {1}{n}}=\left\{{\sqrt[{n}]{a}}:a\in K^{\times },a\cdot \left(K^{\times }\right)^{n}\in \Delta \right\}}
とする。実際には、群 Δ の任意の生成集合について、それぞれの元から代表をひとつとって、その n 乗根を添加すれば十分である。
逆に、L を K のクンマー拡大とすると、Δ は
{\displaystyle \Delta =K^{\times }\cap (L^{\times })^{n}}
という規則により復元される。
この場合には、同型
{\displaystyle \Delta \cong \operatorname {Hom} _{\text{c}}(\operatorname {Gal} (L/K),\mu _{n})}
が、
{\displaystyle a\mapsto {\biggl (}\sigma \mapsto {\frac {\sigma (\alpha )}{\alpha }}{\biggr )}}
により与えられる。ここに、α は L の元 a の n 乗根である。また {\displaystyle \mu _{n}} は 1 の n 乗根がなす乗法群であり、 K に含まれる。また {\displaystyle \operatorname {Hom} _{\text{c}}(\operatorname {Gal} (L/K),\mu _{n})} は {\displaystyle \operatorname {Gal} (L/K)} にクルル位相を入れた位相群から {\displaystyle \mu _{n}} に離散位相を入れた位相群への連続群準同型全体のなす群である。 (群の演算は各点での掛け算で与えられる。) この群に離散位相を入れたものは {\displaystyle \operatorname {Gal} (L/K)} のポントリャーギン双対とみなすこともできる ({\displaystyle \mu _{n}} を円周群の部分群とみなせば)。もし拡大 L/K が有限次拡大であれば、{\displaystyle \operatorname {Gal} (L/K)} は有限離散群であり、同型
{\displaystyle \Delta \cong \operatorname {Hom} (\operatorname {Gal} (L/K),\mu _{n})\cong \operatorname {Gal} (L/K),}
が得られる。ここで、最後の同型は自然ではない。

## 一般化
G を射有限群、A を G-加群とし、π を A からそれ自身への全射準同型とする。また G は π の核 C 上に自明な作用をしていて、1次コホモロジー群 H1(G,A) は自明とすると、群コホモロジーの完全系列により、AG/π(AG) と Hom(G,C) との間に同型が存在することがわかる。 
クンマー理論は、A が体 k の分離閉包の乗法的群であり、G がガロア群であり、π が n 乗写像で、C が単元の n 乗根の群である場合である、これの特別な場合である。アルティン・シュライアー理論は、正の標数 p の体 k の分離閉包の加法群で、G をガロア群、π をフロベニウス写像から恒等写像を引いたもの、C を位数 p の有限体とした特別な場合である。A を省略されたヴィットベクトル(truncated Witt vector)の環とすれば、exponent が pn を割る拡大に対するヴィットによるアルティン・シュライアー理論の一般化が得られる。

## 参照項目
- 二次体